# Carlo Ricchetti
Carlo Ricchetti (Foggia, 11 febbraio 1970) è un allenatore di calcio ed ex calciatore italiano, di ruolo centrocampista.

## Carriera
Nell'arco della sua carriera, oltre che con il Foggia, la squadra della sua città, ha giocato numerosi campionati anche con la maglia della Salernitana, per un totale di 113 gare e 18 reti in Serie B, contribuendo alla promozione in Serie A della società campana dopo 50 anni di assenza dalla massima divisione.
Dopo varie esperienze da allenatore, il 28 settembre 2015 diventa allenatore in seconda della Ternana, nello staff del suo amico ed ex compagno di squadra Roberto Breda. L'anno successivo, passa alla Virtus Entella, sempre come vice di Breda. Termina la sua esperienza a Chiavari dopo il 39º turno, al culmine di un periodo negativo per la squadra ligure, che ha conquistato un punto nelle ultime cinque partite ed è uscita dalla zona play-off. Il 26 ottobre 2017 segue nuovamente Breda sulla panchina del Perugia ma il 12 maggio 2018 vengono entrambi sollavati dagli incarichi.
Il 25 ottobre viene scelto da Giovanni Bucaro come suo vice nella Sicula Leonzio, incarico che mantiene fino al 13 gennaio 2020 quando viene sollevato dall'incarico. Segue Bucaro anche al Bisceglie.

## Palmarès

### Giocatore

#### Competizioni nazionali
- Campionato italiano di Serie B: 1

Salernitana: 1997-1998